# Rio Crainici
O Rio Crainici é um rio da Romênia, afluente do Motru, localizado no distrito de Mehedinţi.